# Niklaus Bluntschli
Niklaus Bluntschli (* vor 1525 in Zürich; † 1605 ebenda) war ein Schweizer Glasmaler.
Niklaus Bluntschli war ein Sohn des Glasmalers Rudolf Bluntschli († 1565), bei dem er vermutlich auch das Glasmalerhandwerk erlernte; ebenso war sein Bruder Hans Balthasar Bluntschli (1529–1587) in diesem Beruf tätig. Niklaus Bluntschli übernahm die Werkstatt seines Vaters. Im Jahre 1566 erwarb er die Zunftzugehörigkeit der Zunft zur Meisen. In Zürich galt er als „heimlicher Katholik“ (1658 Amtmann des Klosters Schänis) und war vor allem bei katholischen Auftraggebern sehr beliebt. 
Er signierte mit dem Monogramm NB. Signierte Scheiben, häufig mit Motiven nach Vorlagen von Albrecht Dürer, sind noch in den Klöstern Muri (1557), Tänikon (1558–59) und Wettingen (1557–63) erhalten.